# アスファウイルス科
アスファウイルス科（英: Family Asfarviridae）は、ウイルスの分類における1科。アスフィウイルス属が唯一の属で、そのビリオンはエンベロープを有し、直鎖状二本鎖DNAをゲノムとして持つ。昆虫やブタに感染し、宿主細胞の細胞質で増殖する。

## 分類
アスファウイルス科アスファウイルス属について今日までに記載されているのは、単一の種のみ。
- Genus Asfavirus
  - アフリカ豚熱ウイルス（African swine fever virus）